# Hercule Gonzague
Hercule de Gonzague (en italien : Ercole Gonzaga), né le 23 novembre 1505 à Mantoue alors dans le marquisat de Mantoue, et mort le 2 mars 1563  à Trente) est un cardinal italien du XVIe siècle.

## Biographie
Hercule est un fils du marquis François II de Mantoue et d'Isabelle d'Este. Il est un neveu du cardinal Sigismondo Gonzaga (1505) et l'oncle des cardinaux Francesco Gonzaga (1561) et Giovanni Vincenzo Gonzaga (1578). D'autres cardinaux de la famille sont Francesco Gonzaga (1461), Pirro Gonzaga (1527), Scipione Gonzaga (1587), Ferdinando Gonzaga (1607) et Vincenzo Gonzaga (1615).
Gonzague est le père de cinq enfants naturels. Il est nommé évêque de Mantoue en 1521. Le pape Clément VII, qui a besoin d'argent pour la défense de Rome, vend cinq chapeaux de cardinal et Isabelle d'Este en achète un pour son fils.
Clément VII le crée cardinal lors du consistoire du 3 mai 1527. Le cardinal Gonzaga est administrateur apostolique de Sovana de 1529 à 1532, gouverneur de Tivoli en 1530-1535 et légat apostolique auprès de l'empereur Charles Quint. Il étudie les saintes écritures et publie un catéchisme.
Après la mort de son frère Frédéric en 1540, avec sa belle-sœur Marguerite, il est régent du duché de Mantoue pendant la minorité de ses neveux François III et Guillaume Ier de 1540 à 1556. Il stabilise les finances de l'État et réalise notamment des économies dans la maison de Mantoue en réduisant le personnel de 800 à 250 personnes. De 1537 à 1546, il est administrateur apostolique du diocèse de Tarazona, en Aragon.
En 1540, il réaménage complément le palais de l'évêché de Mantoue. Après l'incendie qui ravage la cathédrale de Mantoue, il décide de sa reconstruction complète et charge Jules Romain de ce chantier. Ce dernier s'inspire de la basilique constantinienne de Saint-Pierre de Rome que Paul III, l'ennemi juré du cardinal, est en train de faire abattre au même moment.
Le cardinal de Gonzague participe au conclave de 1534 lors duquel Paul III est élu pape, à celui de 1549-1550 (élection de Jules III), aux deux conclaves de 1555 (élection de Marcel II et de Paul IV) et au conclave de 1559 (élection de Pie IV). Il est encore légat à Campiglia Marittima.
Premier des cinq légats a latere au concile de Trente en 1561, il eut un ascendant indéniable sur ce concile dont il forma le noyau avec Girolamo Seripando, l'ancien prieur général des Augustins et archevêque de Salerne. Tous deux accumulèrent fatigue et tensions pour préserver l'unité de l'assemblée.
Il est l'un des plus influents partisans du renouvellement moral et théologique de l'Église face aux bouleversements politiques et spirituels provoqués par le développement du protestantisme.
Il aimait s'entourer d'œuvres d'art et d'objets luxueux, tels les pièces d'argenterie et les tapisseries. Il faisait réaliser ces dernières par Nicolas Karcher, tapissier flamand installé à Mantoue, ou les faisait venir de Flandre. Ainsi, il acheta en 1559 une copie de la série des Actes des apôtres de Raphaël qui sont encore visibles au Palais ducal. Il fit cependant toujours une nette distinction entre sa vie privée d'héritier d'une noble famille et sa vie de prince de l'Église, rigoureux et austère.
Il est consacré le 8 juin 1561 évêque de Mantoue par Girolamo Seripando avec comme co-consécrateurs Giovanni Tommaso Sanfelice et Angelo Massarelli (it). Il est reconnu pour ses qualités d'intégrité et d'impartialité. Évêque consciencieux, il réforma son diocèse avec efficacité et intelligence, influencé par ses amis Gian Matteo Giberti, l'évêque réformateur de Vérone, et Gaspard Contarini.
Il est mort à Trente, au cours du concile durant lequel il ne ménagea pas ses efforts et son talent, dans la nuit du 2 au 3 mars 1563, brusquement et après une très courte maladie. Seripando avec qui il œuvrait dans un concile alors en crise, décéda deux semaines plus tard.